# Massimiliano Carlo di Löwenstein-Wertheim-Rochefort
Massimiliano Carlo Alberto, Principe di Löwenstein-Wertheim-Rochefort (Rochefort, 14 luglio 1656 – Milano, 26 dicembre 1718), è stato un militare austriaco ed il primo principe di Löwenstein-Wertheim-Rochefort, nonché governatore di Milano.

## Biografia
Massimiliano Carlo Alberto era il quartogenito e primo figlio maschio di Ferdinando Carlo, Conte di Löwenstein-Wertheim-Rochefort (1616 - 1672) e di sua moglie la Contessa Anna Maria di Fürstenberg (1634 - 1705); dopo di lui nacquero ai suoi genitori altri dieci figli.
Massimiliano Carlo, entrò al servizio dell'imperatore in giovane età, fu un consigliere imperiale attivo dal 1684 e fu nominato consigliere dell'impero nel 1699. Dopo che il principe elettore Massimiliano Emanuele di Baviera fu obbligato all'esilio nel 1704, Massimiliano Carlo diventò amministratore imperiale della Baviera e, nel suo nuovo rango di principe, assunse la posizione d'onore di commissario principale, il rappresentante permanente del imperatore nella dieta imperiale del 1712 in poi.
Il 3 aprile 1711 fu elevato al rango di principe dall'Imperatore Giuseppe I. il fratello e successore di Giuseppe I, l'Imperatore Carlo VI, l'8 gennaio 1712 estese il titolo a tutti i suoi discendenti legittimi.
Il suo ultimo incarico al servizio imperiale, che egli tenne dal 1717 fino alla sua morte fu il governatorato del Ducato di Milano, che Eugenio di Savoia aveva conquistato per gli Asburgo.
Massimiliano Carlo morì e fu sepolto a Milano; il suo cuore fu trasferito e sepolto nella cripta della collegiata della chiesa di Wertheim.

## Matrimonio e discendenza
Il 26 agosto 1678, Massimiliano Carlo Alberto sposò a Innsbruck, la contessa tirolese Maria Polyxena Khuen von Lichtenberg und Belasi. Dal matrimonio nacquero dieci figli:
- Maria Teresa Francesca di Löwenstein-Wertheim-Rochefort (1679 - 1718) suora orsolina
- Guglielmo Carlo Magno Antonio, conte ereditario di Löwenstein-Wertheim-Rochefort (nato e morto nel 1680)
- Massimiliano Carlo Antonio, conte ereditario di Löwenstein-Wertheim-Rochefort (1681 - 1710)
- Conte Volfango Filippo Eberardo Giuseppe di Löwenstein-Wertheim-Rochefort (nato e morto nel 1683)
- Conte Felice Alberto di Löwenstein-Wertheim-Rochefort (1684 - 1685)
- Principessa Eleonora Maria Anna di Löwenstein-Wertheim-Rochefort (1686 - 1753) sposò a Francoforte il 9 novembre 1704 Ernesto Leopoldo, langravio d'Assia-Rotenburg ed ebbe figli
- Conte Francesco Giuseppe di Löwenstein-Wertheim-Rochefort (1687 - 1688)
- Maria Leopoldina Teresa Renata Dorotea di Löwenstein-Wertheim-Rochefort (1689 - 1763) sposò ad Alt-Otting il 1º settembre 1710 Corrado Sigismondo, Conte di Starhemberg ed ebbe figli
- Domenico Marquardo Sebastiano Cristiano Ernesto, II Principe di Löwenstein-Wertheim-Rochefort (1690 - 1735) sposò la Langravia Cristina d'Assia-Wanfried (1688 - 1728) una figlia di Carlo, Langravio d'Assia-Wanfried ed ebbe figli
- Conte Francesco Carlo di Löwenstein-Wertheim-Rochefort (1693 - 1697)

## Ascendenza
|                                                               |                                             |                                                      | Genitori                                           |  |  | Nonni |  |  | Bisnonni                                |  |  | Trisnonni                       |  |
|                                                               |                                             |                                                      |                                                    |  |  |       |  |  | Luigi III, conte di Löwenstein-Wertheim |  |  | Federico I, conte di Löwenstein |  |
|                                                               |                                             |                                                      |                                                    |  |  |       |  |  | Luigi III, conte di Löwenstein-Wertheim |  |  | Federico I, conte di Löwenstein |  |
|                                                               |                                             | Elena di Königsegg                                   |                                                    |  |  |       |  |  | Luigi III, conte di Löwenstein-Wertheim |  |  |                                 |  |
| Giovanni Teodorico, conte di Löwenstein-Wertheim-Rochefort    |                                             |                                                      |                                                    |  |  |       |  |  | Luigi III, conte di Löwenstein-Wertheim |  |  |                                 |  |
|                                                               |                                             | Anna di Stolberg-Königstein                          | Luigi, conte di Stolberg-Königstein                |  |  |       |  |  |                                         |  |  |                                 |  |
|                                                               |                                             | Anna di Stolberg-Königstein                          | Luigi, conte di Stolberg-Königstein                |  |  |       |  |  |                                         |  |  |                                 |  |
|                                                               |                                             | Anna di Stolberg-Königstein                          | Valpurga di Wied                                   |  |  |       |  |  |                                         |  |  |                                 |  |
| Ferdinando Carlo, conte di Löwenstein-Wertheim-Rochefort      |                                             | Anna di Stolberg-Königstein                          |                                                    |  |  |       |  |  |                                         |  |  |                                 |  |
|                                                               |                                             | Filippo, conte di Marck                              | Giovanni II di Marck, signore di Franchimont       |  |  |       |  |  |                                         |  |  |                                 |  |
|                                                               |                                             | Filippo, conte di Marck                              | Giovanni II di Marck, signore di Franchimont       |  |  |       |  |  |                                         |  |  |                                 |  |
|                                                               |                                             | Filippo, conte di Marck                              | Margherita di Wassenaer                            |  |  |       |  |  |                                         |  |  |                                 |  |
| Giosiana di Marck                                             |                                             | Filippo, conte di Marck                              |                                                    |  |  |       |  |  |                                         |  |  |                                 |  |
|                                                               |                                             | Caterina di Manderscheid-Virneburg                   | Teodorico V, conte di Manderscheid-Virneburg       |  |  |       |  |  |                                         |  |  |                                 |  |
|                                                               |                                             | Caterina di Manderscheid-Virneburg                   | Teodorico V, conte di Manderscheid-Virneburg       |  |  |       |  |  |                                         |  |  |                                 |  |
|                                                               |                                             | Caterina di Manderscheid-Virneburg                   | Erica di Waldeck                                   |  |  |       |  |  |                                         |  |  |                                 |  |
| Massimiliano Carlo, principe di Löwenstein-Wertheim-Rochefort |                                             | Caterina di Manderscheid-Virneburg                   |                                                    |  |  |       |  |  |                                         |  |  |                                 |  |
|                                                               | Federico, conte di Fürstenberg-Heiligenberg | Gioacchino, conte di Fürstenberg-Heiligenberg        |                                                    |  |  |       |  |  |                                         |  |  |                                 |  |
|                                                               | Federico, conte di Fürstenberg-Heiligenberg | Gioacchino, conte di Fürstenberg-Heiligenberg        |                                                    |  |  |       |  |  |                                         |  |  |                                 |  |
|                                                               | Federico, conte di Fürstenberg-Heiligenberg | Anna di Zimmern                                      |                                                    |  |  |       |  |  |                                         |  |  |                                 |  |
| Egon VIII, conte di Fürstenberg-Heiligenberg                  | Federico, conte di Fürstenberg-Heiligenberg |                                                      |                                                    |  |  |       |  |  |                                         |  |  |                                 |  |
|                                                               |                                             | Elisabetta di Sulz                                   | Alvise di Sulz, langravio di Klettgau              |  |  |       |  |  |                                         |  |  |                                 |  |
|                                                               |                                             | Elisabetta di Sulz                                   | Alvise di Sulz, langravio di Klettgau              |  |  |       |  |  |                                         |  |  |                                 |  |
|                                                               |                                             | Elisabetta di Sulz                                   | Barbara di Helfenstein-Wiesensteig                 |  |  |       |  |  |                                         |  |  |                                 |  |
| Anna Maria di Fürstenberg-Heiligenberg                        |                                             | Elisabetta di Sulz                                   |                                                    |  |  |       |  |  |                                         |  |  |                                 |  |
|                                                               |                                             | Giovanni Giorgio, principe di Hohenzollern-Hechingen | Eitel Federico IV, conte di Hohenzollern-Hechingen |  |  |       |  |  |                                         |  |  |                                 |  |
|                                                               |                                             | Giovanni Giorgio, principe di Hohenzollern-Hechingen | Eitel Federico IV, conte di Hohenzollern-Hechingen |  |  |       |  |  |                                         |  |  |                                 |  |
|                                                               |                                             | Giovanni Giorgio, principe di Hohenzollern-Hechingen | Sibilla di Zimmern                                 |  |  |       |  |  |                                         |  |  |                                 |  |
| Anna Maria di Hohenzollern-Hechingen                          |                                             | Giovanni Giorgio, principe di Hohenzollern-Hechingen |                                                    |  |  |       |  |  |                                         |  |  |                                 |  |
|                                                               |                                             | Francesca di Salm-Neufville                          | Federico I, conte di Salm-Neufville                |  |  |       |  |  |                                         |  |  |                                 |  |
|                                                               |                                             | Francesca di Salm-Neufville                          | Federico I, conte di Salm-Neufville                |  |  |       |  |  |                                         |  |  |                                 |  |
|                                                               |                                             | Francesca di Salm-Neufville                          | Francesca di Salm-Badenweiler                      |  |  |       |  |  |                                         |  |  |                                 |  |
|                                                               |                                             | Francesca di Salm-Neufville                          |                                                    |  |  |       |  |  |                                         |  |  |                                 |  |